# Citroën AX

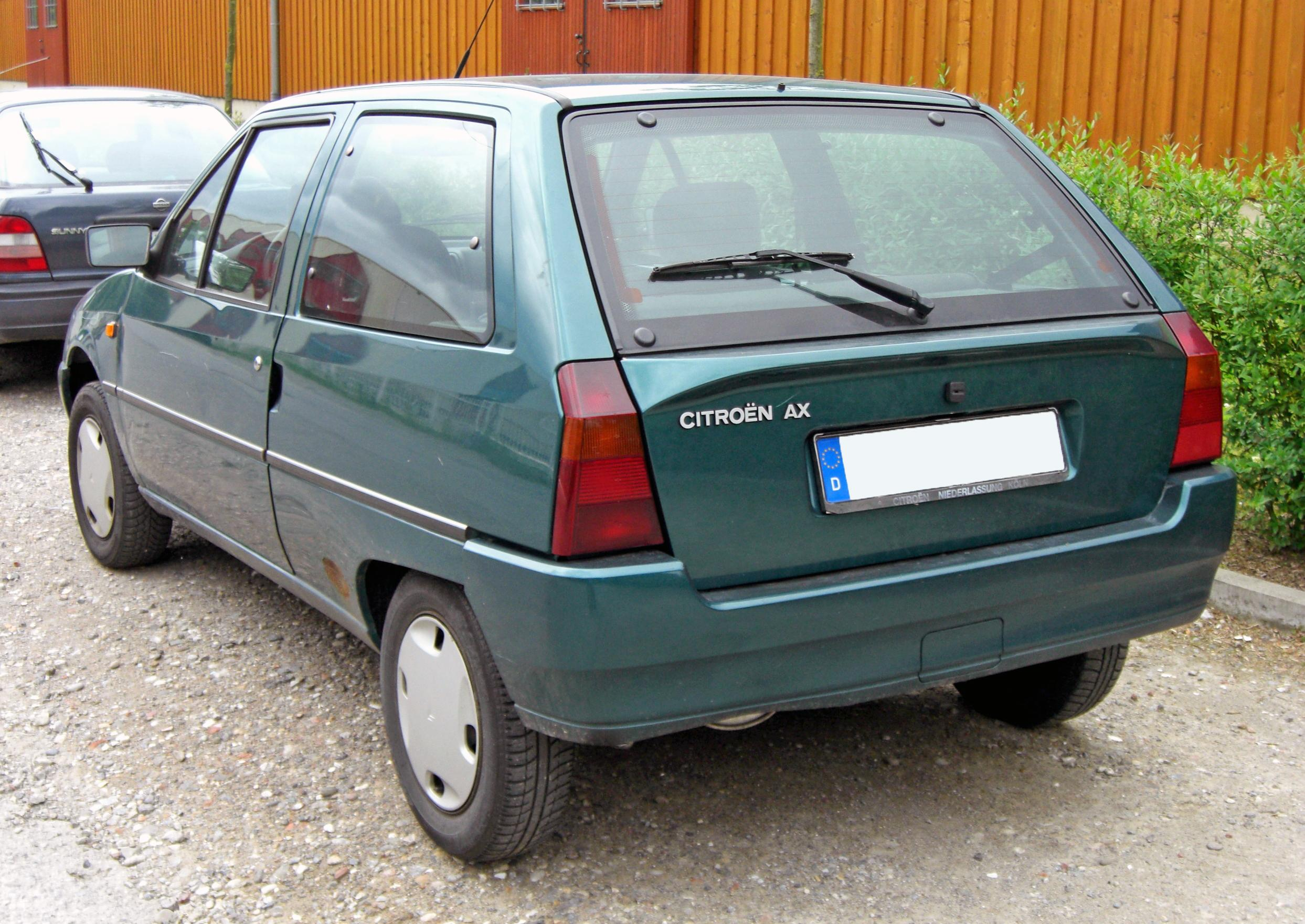
Citroën AX – tył po liftingu

Citroën AX – najmniejszy samochód osobowy marki Citroën z segmentu B produkowany w latach 1986–1998. Od 1996 do 1998 produkowany był równocześnie ze swoim następcą, Citroënem Saxo. W plebiscycie na Europejski Samochód Roku 1988 model zajął 2. pozycję (za Peugeotem 405).

## Opis modelu

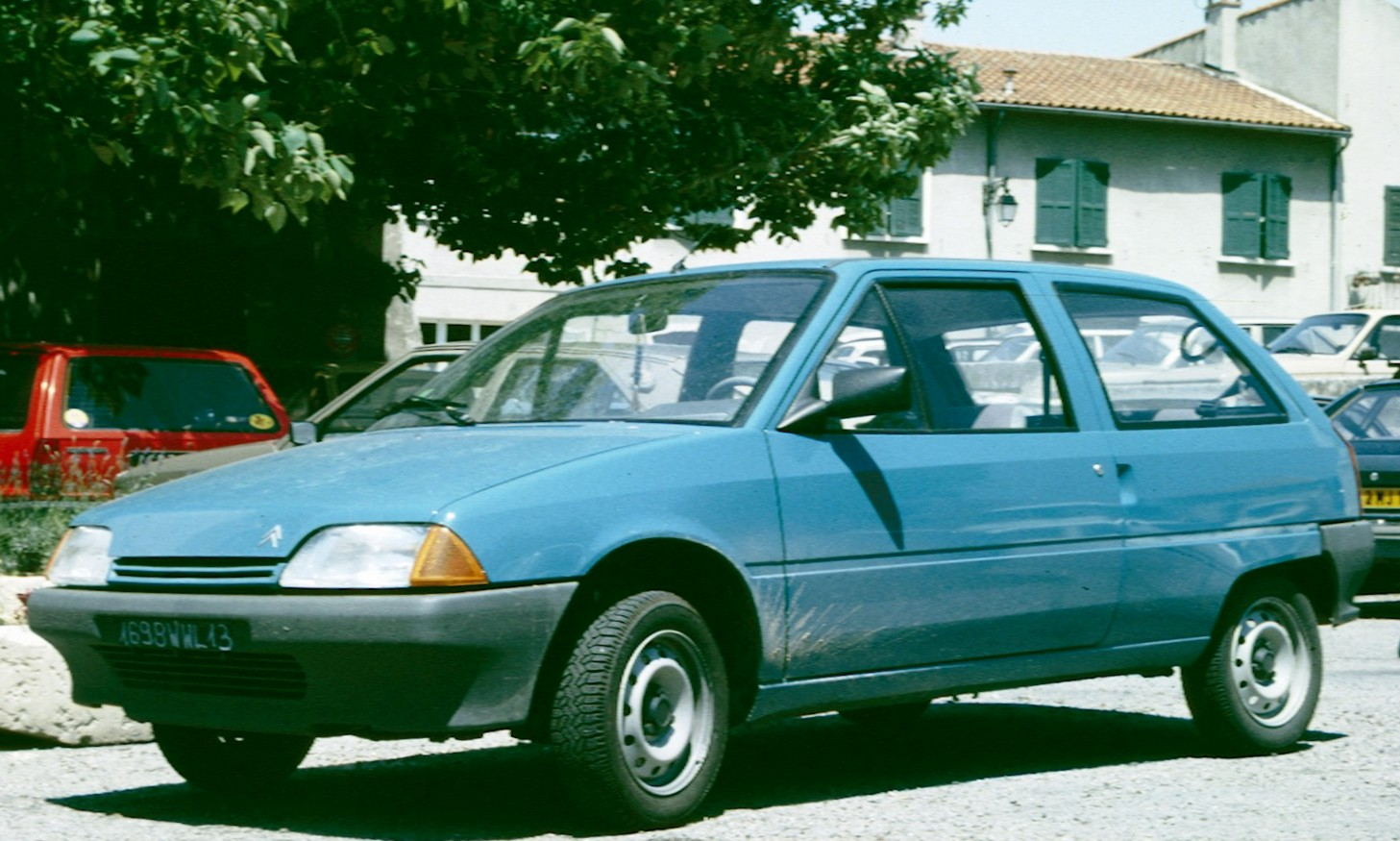
Citroen AX 1986–1991

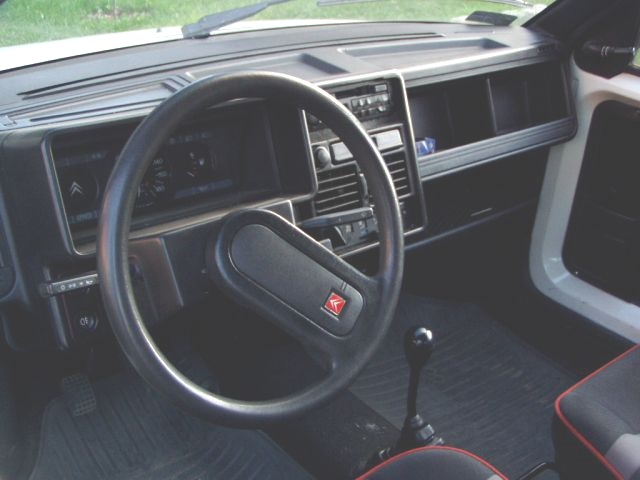
Deska rozdzielcza Citroëna AX przed liftingiem

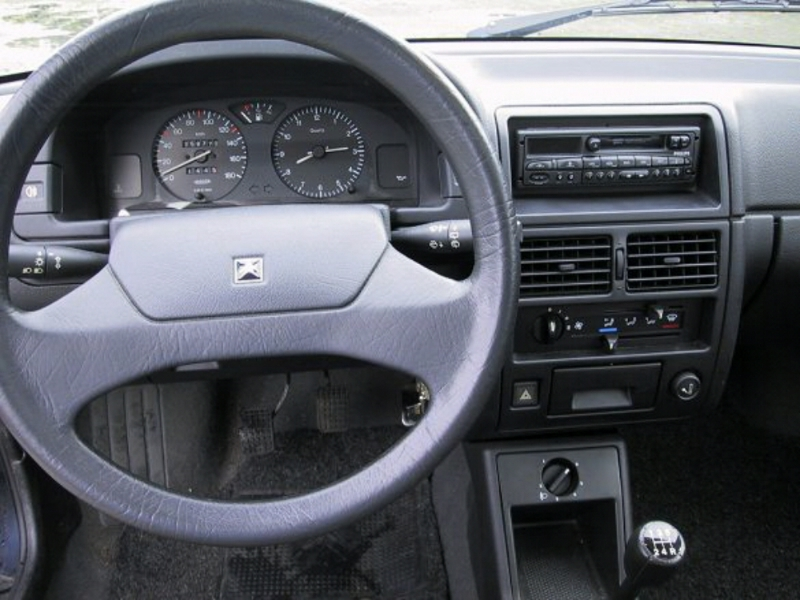
Wnętrze po zmianach

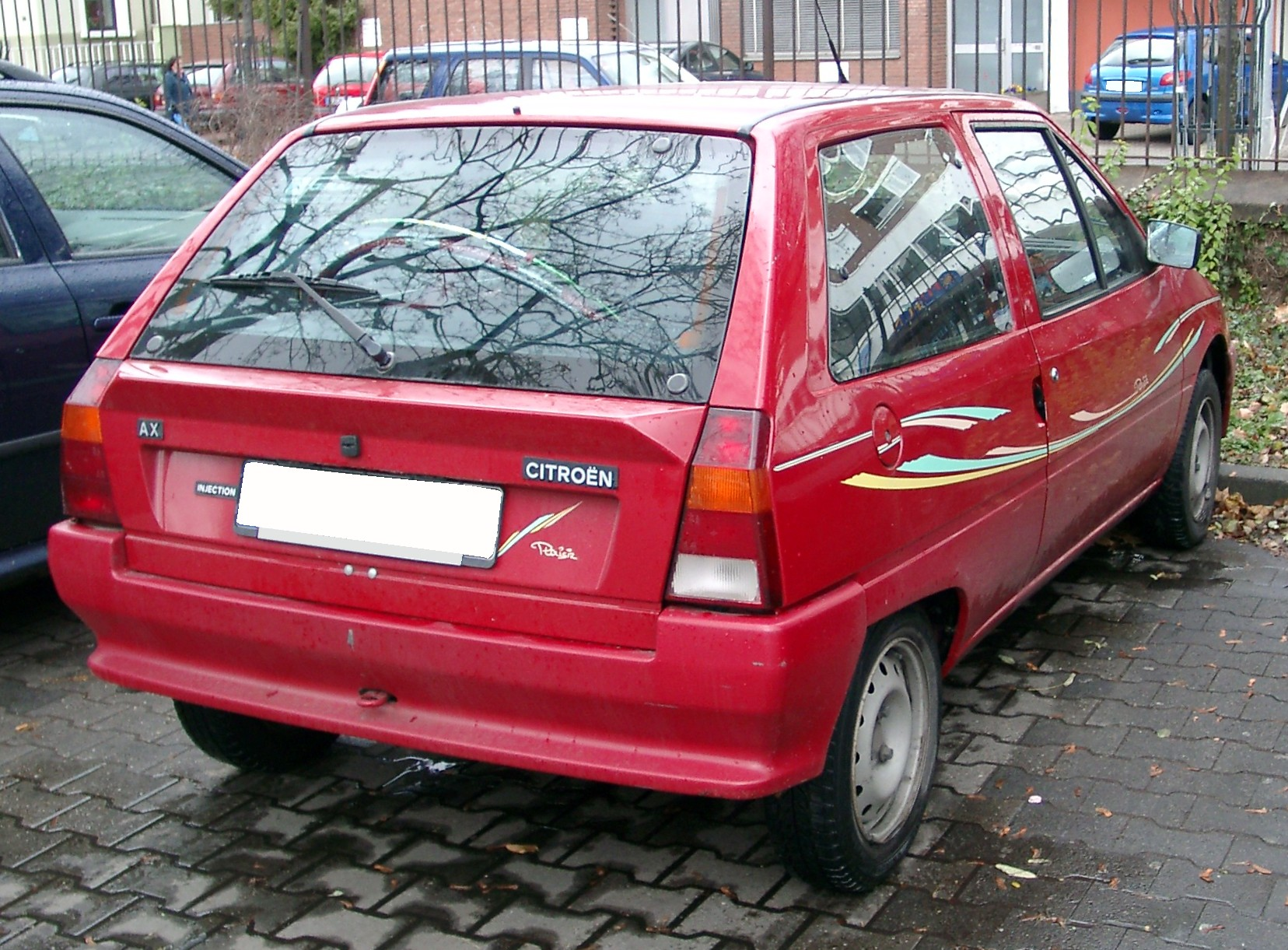
Tył starszej wersji, do 1991

Zaprezentowanie tego modelu wprowadziło rewolucję, mianowicie elementy najbardziej narażone na odkształcenia były wytworzone z blachy przemysłowej o zwiększonej wytrzymałości. Była to wtedy nowość. Występowały w nim silniki benzynowe od pojemności 0,9 do 1,4 dm³ oraz od 1988 roku silniki Diesla. Początkowo 1,4 dm³, zastąpiony w 1994 przez silnik 1,5 dm³.
W 1991 roku AX-y przeszły facelifting. Zmieniono deskę rozdzielczą, kształt zderzaków, kierownicę, elementy wykończenia wnętrza oraz poprawiono jakość. We wnętrzu aut po modernizacji jest znacznie ciszej.
Od 1991 roku wprowadzono podwójnie ocynkowaną karoserię. W zależności od wersji wyposażenia w desce rozdzielczej występują 2 lub 4 nawiewy. W 1995 roku zmieniono kierownicę oraz kilka innych drobiazgów.
AX-y występowały w nadwoziu 3 lub 5 drzwiowym. Przez pewien czas model AX z silnikiem Diesla o pojemności 1.4 dm³ był jedynym seryjnym samochodem na świecie który zużywał poniżej 3 litrów paliwa na 100 km. Na bazie AX-a stworzono auta takie, jak Citroën Saxo oraz Peugeot 106.
AX jest bardzo lekkim autem. Jego masa własna to około 700 kg. Wiele elementów takich jak tylna klapa jest zrobiona z tworzyw sztucznych. Tylne zawieszenie jest oparte na belce i drążkach skrętnych. W zależności od wersji wyposażenia tylne półki umieszczone nad bagażnikiem były wykonane z czarnego skaju lub z twardego tworzywa obitego czarnym filcem.
Silniki Diesla to bardzo udane konstrukcje. Początkowo silnik o pojemności 1360 cm³ posiadał układ wtryskowy Bosch oraz moc maksymalną 55 KM. W roku 1990 przeszedł modernizację. Zastąpiono udany układ wtryskowy Bosch mniej udanym układem wtryskowym Lucas. Moc maksymalna spadła do 52 KM, nieznacznie wzrosło zużycie paliwa do 4,5 litra po mieście. Kolejną modyfikacją tego silnika był montaż katalizatora w układzie wydechowym. Po raz kolejny moc spadła tym razem do 50 KM. Silnik 1.4 był jednym z najbardziej oszczędnych i dynamicznych silników wysokoprężnych koncernu PSA. Jego wady to awarie uszczelki pod głowicą. W pierwszej połowie lat 90. specjaliści z koncernu PSA doszli do wniosku, że należy zbudować nowy silnik wysokoprężny. Poddany niezbyt udanym modernizacjom silnik 1.4 dm³ stracił większość swoich zalet. Nowa jednostka o pojemności ok. 1500 cm³ miała wyższą moc od swojego poprzednika (57 KM) oraz była bardziej niezawodna. Silnik ten jednak stracił na kulturze pracy oraz wzrosło zużycie paliwa do około 5 litrów w jeździe miejskiej. Nowy silnik odziedziczył po swoim poprzedniku układ chłodzenia oraz układ elektryczny. W silniku 1.4 świece żarowe były umieszczone pod wtryskiwaczami, a w nowym nad nimi. Zastosowano też cieńsze świece żarowe. Silniki te posiadają układ wtryskowy Lucas, ale jest to inny układ niż ten montowany w poprzedniku. Cechą układów wtryskowych Lucas jest to, że łożyska są kulkowe i co za tym idzie delikatniejsze i mniej odporne na kiepskiej jakości paliwo oraz oleje roślinne. Każde zatankowanie oleju jadalnego do silnika z układem Lucasa może zakończyć życie pompy. Pompa Boscha takich ograniczeń nie posiada. Jednakże by sprostać wymogom czystszych spalin, stosowano układy Lucas.  W silnikach 1360 cm³ z układem Lucasa można zastosować pompę Boscha oraz na odwrót. Wystarczy zamontować odpowiednie podstawki ze względu na nieco inną konstrukcję oraz gabaryt obu pomp i co za idzie inne położenie stanu zasadniczego niezbędnego do ustawienia kąta wyprzedzenia wtrysku. Niezbędne do mariażu są również odpowiednie do danej pompy przewody wtryskowe ze względu inną kolejność wyjść z rozdzielacza wysokociśnieniowego na dane cylindry. Również wtryskiwacze będą potrzebować wymiany ze względu na generowanie innych ciśnień wtrysków przez oba układy.

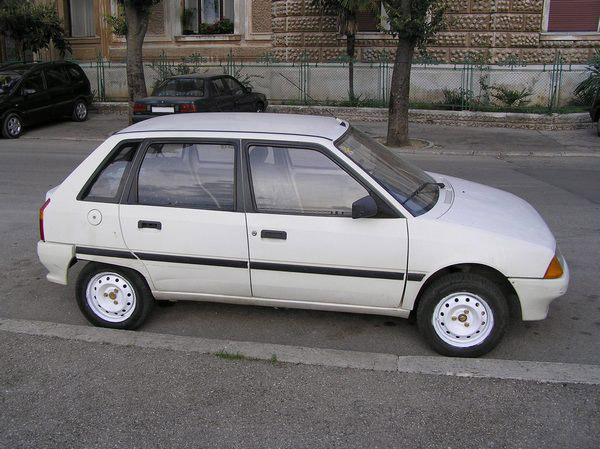
Starsza wersja 5d, 1988-1991

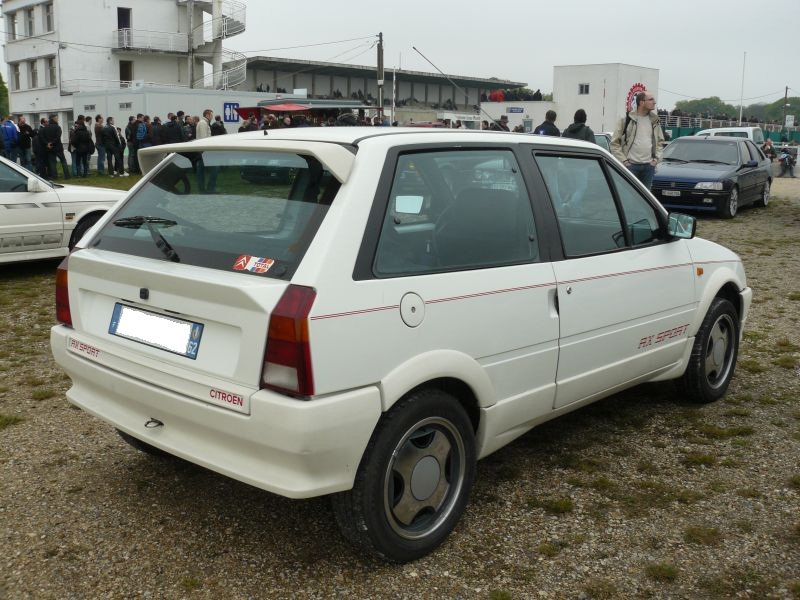
AX Sport, 1987-1988

Oprócz wersji z silnikiem Diesla występują też silniki benzynowe:
| Silnik    | Pojemność | Moc maksymalna                   | Maks. moment obrotowy     |
| --------- | --------- | -------------------------------- | ------------------------- |
| 1.0       | 954 cm³   | 45 KM (33 kW) przy 6000 obr./min | 74 Nm przy 3600 obr./min  |
| 1.1       | 1124 cm³  | 60 KM (44 kW) przy 6200 obr./min | 88 Nm przy 3800 obr./min  |
| 1.4       | 1361 cm³  | 75 KM (55 kW) przy 6200 obr./min | 109 Nm przy 4000 obr./min |
| 1.4 GTi   | 1361 cm³  | 94 KM (68 kW) przy 6600 obr./min | 117 Nm przy 4200 obr./min |
| 1.3 Sport | 1294 cm³  | 95 KM (69 kW) przy 6800 obr./min | 105 Nm przy 5400 obr./min |
| 1.4 D     | 1360 cm³  | 50 KM (37 kW) przy 5000 obr./min | 82 Nm przy 2500 obr./min  |

Samochód:
- 5-miejscowy, 3 lub 5-drzwiowy hatchback, napęd na przednie koła
- Silnik: 4-cylindrowy, czterosuwowy, wtrysk paliwa lub gaźnik
- Pojemność skokowa: 1360 cm³
- Moc: 75 KM

Osiągi:
- 0–100 km/h: 10,4 sek.
- Prędkość maksymalna: 175 km/h

Spalanie:
- Cykl miejski: 6 l/100 km
- Cykl pozamiejski: 4,5 l/100 km
- Przy prędkości maksymalnej: 5 l/100 km

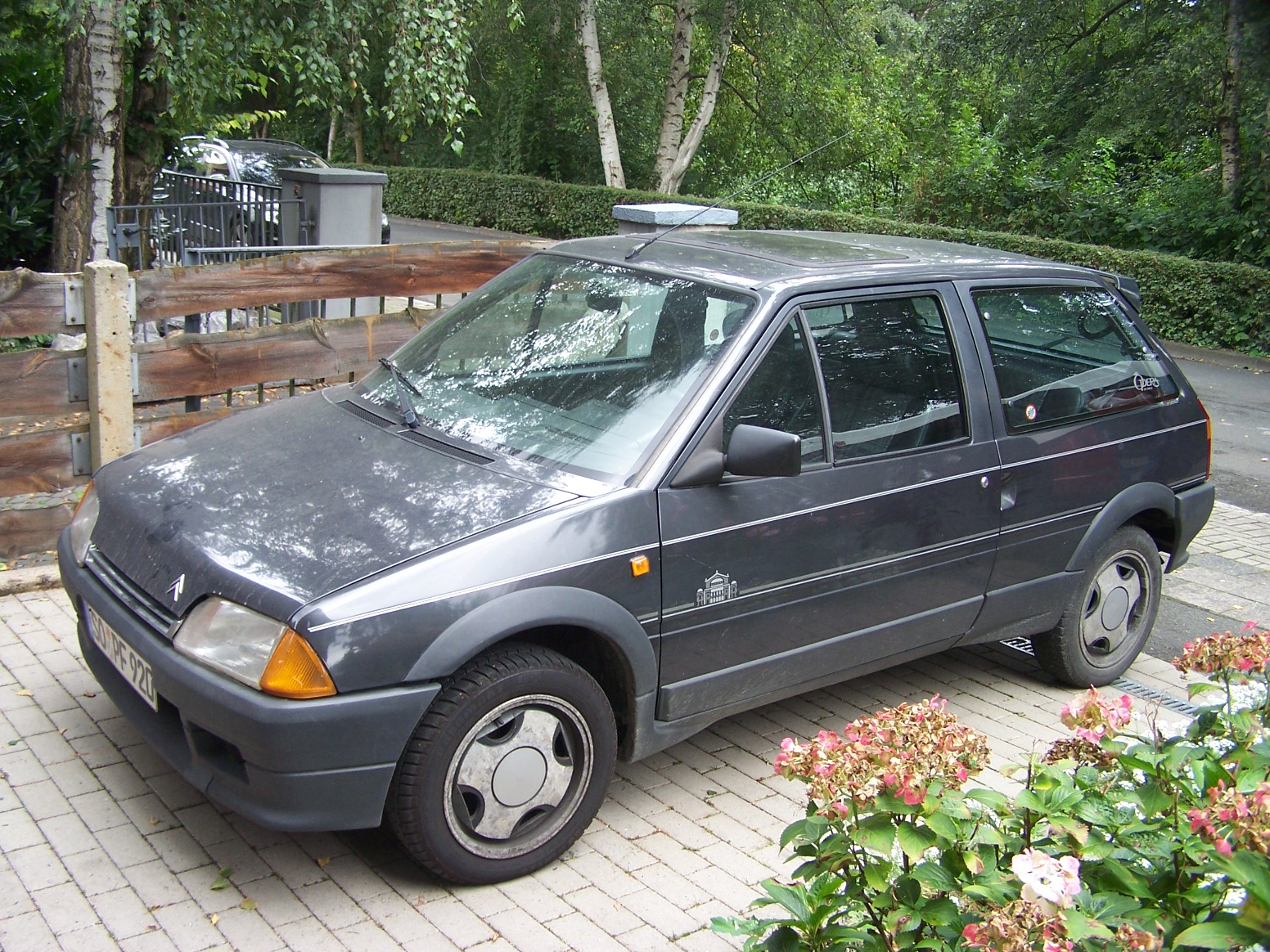
Citroën AX GT "Opera de Paris" (limitowany Sondermodell, 1990)

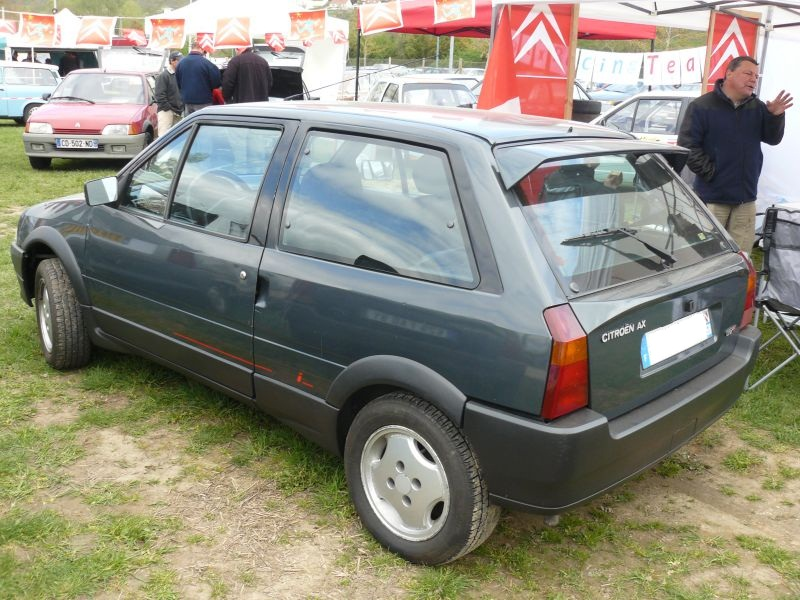
Citroën AX GTi (1991–1996)

- Zbiornik paliwa: 38 l

## Proton Tiara

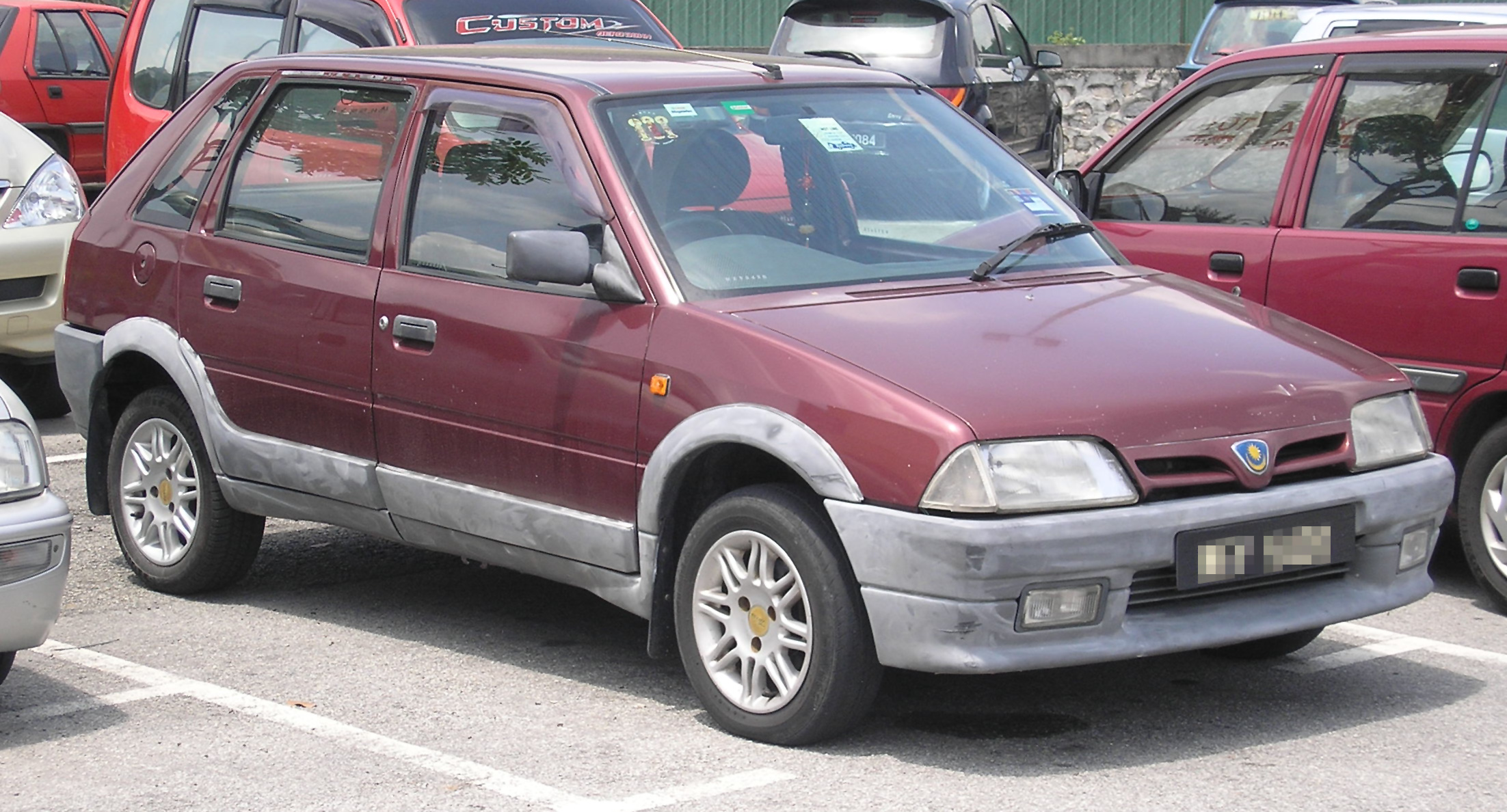
Proton Tiara

W roku 1998 zakończono produkcję modelu AX przez Citroëna. W latach 1996–2000 kontynuował ją malezyjski producent Proton, na podstawie umowy licencyjnej. Auto nosiło nazwę Tiara.